# Grand Prix Formule 1 van Emilia-Romagna 2024
De Grand Prix Formule 1 van Emilia-Romagna 2024 werd verreden op 19 mei op het Autodromo Internazionale Enzo e Dino Ferrari bij Imola. Het was de zevende race van het seizoen.

## Vrije trainingen

### Uitslagen
- Enkel de top vijf wordt weergegeven.

| Vrije training 1 | Pos. | Nr. | Coureur          | Constructeur               | Tijd     |
| ---------------- | ---- | --- | ---------------- | -------------------------- | -------- |
| Vrije training 1 | 1    | 16  | Charles Leclerc  | Ferrari                    | 1:16.990 |
| Vrije training 1 | 2    | 63  | George Russell   | Mercedes                   | 1:17.094 |
| Vrije training 1 | 3    | 55  | Carlos Sainz jr. | Ferrari                    | 1:17.120 |
| Vrije training 1 | 4    | 11  | Sergio Pérez     | Red Bull Racing-Honda RBPT | 1:17.233 |
| Vrije training 1 | 5    | 1   | Max Verstappen   | Red Bull Racing-Honda RBPT | 1:17.240 |
| Vrije training 2 | Pos. | Nr. | Coureur          | Constructeur               | Tijd     |
| Vrije training 2 | 1    | 16  | Charles Leclerc  | Ferrari                    | 1:15.906 |
| Vrije training 2 | 2    | 81  | Oscar Piastri    | McLaren-Mercedes           | 1:16.098 |
| Vrije training 2 | 3    | 22  | Yuki Tsunoda     | RB-Honda RBPT              | 1:16.286 |
| Vrije training 2 | 4    | 44  | Lewis Hamilton   | Mercedes                   | 1:16.297 |
| Vrije training 2 | 5    | 63  | George Russell   | Mercedes                   | 1:16.311 |
| Vrije training 3 | Pos. | Nr. | Coureur          | Constructeur               | Tijd     |
| Vrije training 3 | 1    | 81  | Oscar Piastri    | McLaren-Mercedes           | 1:15.529 |
| Vrije training 3 | 2    | 4   | Lando Norris     | McLaren-Mercedes           | 1:15.829 |
| Vrije training 3 | 3    | 55  | Carlos Sainz jr. | Ferrari                    | 1:16.067 |
| Vrije training 3 | 4    | 16  | Charles Leclerc  | Ferrari                    | 1:16.087 |
| Vrije training 3 | 5    | 63  | George Russell   | Mercedes                   | 1:16.095 |

Testcoureur in vrije training 1:
  Oliver Bearman (Haas-Ferrari) reed in plaats van Kevin Magnussen. Hij reed een tijd van 1:18.667 en werd daarmee vijftiende.

## Kwalificatie
Max Verstappen behaalde de negenendertigste pole position in zijn carrière.
| Pos.                   | Nr. | Coureur          | Constructeur               | Kwalificatietijden | Kwalificatietijden | Kwalificatietijden | Grid   |
| Pos.                   | Nr. | Coureur          | Constructeur               | Q1                 | Q2                 | Q3                 | Grid   |
| ---------------------- | --- | ---------------- | -------------------------- | ------------------ | ------------------ | ------------------ | ------ |
| 1                      | 1   | Max Verstappen   | Red Bull Racing-Honda RBPT | 1:15.762           | 1:15.176           | 1:14.746           | 1      |
| 2                      | 81  | Oscar Piastri    | McLaren-Mercedes           | 1:15.940           | 1:15.407           | 1:14.820           | 5 *1   |
| 3                      | 4   | Lando Norris     | McLaren-Mercedes           | 1:15.915           | 1:15.371           | 1:14.837           | 2      |
| 4                      | 16  | Charles Leclerc  | Ferrari                    | 1:15.823           | 1:15.328           | 1:14.970           | 3      |
| 5                      | 55  | Carlos Sainz jr. | Ferrari                    | 1:16.015 *2        | 1:15.512           | 1:15.233           | 4      |
| 6                      | 63  | George Russell   | Mercedes                   | 1:16.107           | 1:15.671           | 1:15.234           | 6      |
| 7                      | 22  | Yuki Tsunoda     | RB-Honda RBPT              | 1:15.894           | 1:15.358           | 1:15.465           | 7      |
| 8                      | 44  | Lewis Hamilton   | Mercedes                   | 1:16.604           | 1:15.677           | 1:15.504           | 8      |
| 9                      | 3   | Daniel Ricciardo | RB-Honda RBPT              | 1:16.060           | 1:15.691           | 1:15.674           | 9      |
| 10                     | 27  | Nico Hülkenberg  | Haas-Ferrari               | 1:15.841           | 1:15.569           | 1:15.980           | 10     |
| 11                     | 11  | Sergio Pérez     | Red Bull Racing-Honda RBPT | 1:16.404           | 1:15.706           |                    | 11     |
| 12                     | 31  | Esteban Ocon     | Alpine-Renault             | 1:16.361           | 1:15.906           |                    | 12     |
| 13                     | 18  | Lance Stroll     | Aston Martin-Mercedes      | 1:16.458           | 1:15.992           |                    | 13     |
| 14                     | 23  | Alexander Albon  | Williams-Mercedes          | 1:16.524           | 1:16.200           |                    | 14     |
| 15                     | 10  | Pierre Gasly     | Alpine-Renault             | 1:16.015 *2        | 1:16.381           |                    | 15     |
| 16                     | 77  | Valtteri Bottas  | Kick Sauber-Ferrari        | 1:16.626           |                    |                    | 16     |
| 17                     | 24  | Zhou Guanyu      | Kick Sauber-Ferrari        | 1:16.834           |                    |                    | 17     |
| 18                     | 20  | Kevin Magnussen  | Haas-Ferrari               | 1:16.854           |                    |                    | 18     |
| 19                     | 14  | Fernando Alonso  | Aston Martin-Mercedes      | 1:16.917           |                    |                    | Pit *3 |
| Q1 107% tijd: 1:21.065 |     |                  |                            |                    |                    |                    |        |
| DNQ                    | 2   | Logan Sargeant   | Williams-Mercedes          | Geen tijd *4       |                    |                    | 19     |
| Bron: formula1.com     |     |                  |                            |                    |                    |                    |        |

*1 Oscar Piastri  kreeg een gridstraf van drie plaatsen vanwege het hinderen van Kevin Magnussen tijdens de eerste kwalificatiesessie.

*2 Carlos Sainz jr. en Pierre Gasly reden dezelfde tijd tijdens de eerste kwalificatiesessie. Sainz werd als zevende geklasseerd omdat hij de tijd als eerste op de klokken zette.

*3 Fernando Alonso moest vanuit de pit starten omdat er aan zijn wagen is gewerkt onder Parc fermé condities.

*4 Logan Sargeant zette geen tijd neer maar mag van de stewards wel aan de wedstrijd deelnemen.

## Wedstrijd
Max Verstappen behaalde de negenenvijftigste Grand Prix-overwinning in zijn carrière.
| Pos.               | Nr. | Coureur          | Constructeur               | Rondes | Tijd / Oorzaak Uitval | Grid | Punten |
| ------------------ | --- | ---------------- | -------------------------- | ------ | --------------------- | ---- | ------ |
| 1                  | 1   | Max Verstappen   | Red Bull Racing-Honda RBPT | 63     | 1:25:25.252           | 1    | 25     |
| 2                  | 4   | Lando Norris     | McLaren-Mercedes           | 63     | +0.725                | 2    | 18     |
| 3                  | 16  | Charles Leclerc  | Ferrari                    | 63     | +7.916                | 3    | 15     |
| 4                  | 81  | Oscar Piastri    | McLaren-Mercedes           | 63     | +14.132               | 5    | 12     |
| 5                  | 55  | Carlos Sainz jr. | Ferrari                    | 63     | +22.325               | 4    | 10     |
| 6                  | 44  | Lewis Hamilton   | Mercedes                   | 63     | +35.104               | 8    | 8      |
| 7                  | 63  | George Russell   | Mercedes                   | 63     | +47.154               | 6    | 7 S    |
| 8                  | 11  | Sergio Pérez     | Red Bull Racing-Honda RBPT | 63     | +54.776               | 11   | 4      |
| 9                  | 18  | Lance Stroll     | Aston Martin-Mercedes      | 63     | +1:19.556             | 13   | 2      |
| 10                 | 22  | Yuki Tsunoda     | RB-Honda RBPT              | 62     | +1 ronde              | 7    | 1      |
| 11                 | 27  | Nico Hülkenberg  | Haas-Ferrari               | 62     | +1 ronde              | 10   |        |
| 12                 | 20  | Kevin Magnussen  | Haas-Ferrari               | 62     | +1 ronde              | 18   |        |
| 13                 | 3   | Daniel Ricciardo | RB-Honda RBPT              | 62     | +1 ronde              | 9    |        |
| 14                 | 31  | Esteban Ocon     | Alpine-Renault             | 62     | +1 ronde              | 12   |        |
| 15                 | 24  | Zhou Guanyu      | Kick Sauber-Ferrari        | 62     | +1 ronde              | 17   |        |
| 16                 | 10  | Pierre Gasly     | Alpine-Renault             | 62     | +1 ronde              | 15   |        |
| 17                 | 2   | Logan Sargeant   | Williams-Mercedes          | 62     | +1 ronde              | 19   |        |
| 18                 | 77  | Valtteri Bottas  | Kick Sauber-Ferrari        | 62     | +1 ronde              | 16   |        |
| 19                 | 14  | Fernando Alonso  | Aston Martin-Mercedes      | 62     | +1 ronde              | Pit  |        |
| DNF                | 23  | Alexander Albon  | Williams-Mercedes          | 51     | Teambeslissing        | 14   |        |
| Bron: formula1.com |     |                  |                            |        |                       |      |        |

S George Russell reed voor de zevende keer in zijn carrière een snelste ronde en behaalde hiermee een extra punt.

## Tussenstanden wereldkampioenschap
Betreft tussenstanden voor het wereldkampioenschap na afloop van de race.

### Coureurs
| Pos. | Nr. | Coureur          | Constructeur               | Punten |
| ---- | --- | ---------------- | -------------------------- | ------ |
| 1    | 1   | Max Verstappen   | Red Bull Racing-Honda RBPT | 161    |
| 2    | 16  | Charles Leclerc  | Ferrari                    | 113    |
| 3    | 11  | Sergio Pérez     | Red Bull Racing-Honda RBPT | 107    |
| 4    | 4   | Lando Norris     | McLaren-Mercedes           | 101    |
| 5    | 55  | Carlos Sainz jr. | Ferrari                    | 93     |
| 6    | 81  | Oscar Piastri    | McLaren-Mercedes           | 53     |
| 7    | 63  | George Russell   | Mercedes                   | 44     |
| 8    | 44  | Lewis Hamilton   | Mercedes                   | 35     |
| 9    | 14  | Fernando Alonso  | Aston Martin-Mercedes      | 33     |
| 10   | 22  | Yuki Tsunoda     | RB-Honda RBPT              | 15     |
| 11   | 18  | Lance Stroll     | Aston Martin-Mercedes      | 11     |
| 12   | 38  | Oliver Bearman   | Ferrari                    | 6      |
| 13   | 27  | Nico Hülkenberg  | Haas-Ferrari               | 6      |
| 14   | 3   | Daniel Ricciardo | RB-Honda RBPT              | 5      |
| 15   | 31  | Esteban Ocon     | Alpine-Renault             | 1      |
| 16   | 20  | Kevin Magnussen  | Haas-Ferrari               | 1      |
| 17   | 23  | Alexander Albon  | Williams-Mercedes          | 0      |
| 18   | 24  | Zhou Guanyu      | Kick Sauber-Ferrari        | 0      |
| 19   | 10  | Pierre Gasly     | Alpine-Renault             | 0      |
| 20   | 77  | Valtteri Bottas  | Kick Sauber-Ferrari        | 0      |
| 21   | 2   | Logan Sargeant   | Williams-Mercedes          | 0      |

### Constructeurs
| Pos. | Constructeur               | Punten |
| ---- | -------------------------- | ------ |
| 1    | Red Bull Racing-Honda RBPT | 268    |
| 2    | Ferrari                    | 212    |
| 3    | McLaren-Mercedes           | 154    |
| 4    | Mercedes                   | 79     |
| 5    | Aston Martin-Mercedes      | 44     |
| 6    | RB-Honda RBPT              | 20     |
| 7    | Haas-Ferrari               | 7      |
| 8    | Alpine-Renault             | 1      |
| 9    | Williams-Mercedes          | 0      |
| 10   | Kick Sauber-Ferrari        | 0      |